# جنگ بیولوژیک
جنگ زیستی، بیولوژیک یا میکروبی (به انگلیسی: Biological warfare) به مفهوم استفادهٔ هدف‌مند از عوامل بیولوژیک، اعم از باکتری‌ها، ویروس‌ها، تک‌یاخته‌ها، قارچ‌ها، حشرات و انگل‌ها یا فراورده‌های آن‌ها مانند توکسین‌ها به منظور کشتن یا ناتوان کردن انسان‌ها، جانوران یا گیاهان است. تا کنون حدود ۱۲۰۰ عامل زیستی که بالقوه می‌توانند به عنوان جنگ‌افزار زیستی استفاده شوند مورد مطالعه قرار گرفته‌اند. بسیاری از آن‌ها در محیط زیست طبیعی که آب، خاک و جانوران حضور دارند به فراوانی یافت می‌شوند. دامنه عوارض این عوامل از آلرژی‌های خفیف تا مرگ را فرا می‌گیرد. دستکاری ژنتیکی می‌تواند میزان کشندگی یا ناتوان‌سازی این عوامل را بیشتر و درمان آن‌ها را سخت‌تر و پیشگیری از آن‌ها را غیرممکن سازد.
کنوانسیون بین‌المللی منع جنگ‌افزارهای شیمیایی مصوب سال ۱۹۷۲ هر گونه تولید و انبار جنگ‌افزارهای بیولوژیک را ممنوع کرده و ۱۷۱ کشور تا فوریهٔ سال ۲۰۱۵ این کنوانسیون را پذیرفته و امضا کرده‌اند. استفاده از جنگ‌افزارهای بیولوژیک بر اساس معاهدات حقوق بین‌الملل بشردوستانه، ممنوع بوده و استفاده از این‌گونه جنگ‌افزارها از مصادیق جنایت جنگی به‌شمار می‌آید.

## تاریخچه
شکل‌های قدیمی سلاح‌های بیولوژیک از زمان‌های بسیار قدیم مورد استفاده قرار می‌گرفته‌اند.

### دوران باستان و قرون وسطی
نخستین مستندات تاریخی در مورد استفاده از سلاح‌های بیولوژیک در کتابی به زبان هیتی، مربوط به ۱۲۰۰ تا ۱۵۰۰ سال پیش از میلاد مسیح، گزارش شده‌اند. به نوشتهٔ این کتاب، در جنگ‌های آن دوران، بیماران مبتلا به تولارمی به میان نیروهای دشمن فرستاده و باعث شیوع این بیماری، در میان دشمنان خود می‌شدند. آشوری‌ها، کپک‌های سمی ارگوت را در چاه‌های آب دشمن ریخته و موجب مرگ و میر دشمنان خود می‌شدند. سکاها و رومیان نیز با آغشته کردن شمشیرها و تیرهای کمان، به خون قربانیان کزاز، این بیماری را میان نیروهای دشمن منتشر می‌کردند.
در سال ۱۳۴۶ میلادی، طاعون، سپاهیان مغول از اردوی زرین را در حین حمله به کافا در کریمه در هم شکست. حمله‌کنندگان نعش کشته‌ها را در پای دیوارهای شهر رها کردند. در نتیجه این کار و با رفت و آمد مدافعان شهر، همه‌گیری طاعون به تمام منطقه گسترش یافت. احتمال می‌رود برخی از افرادی که به علت طاعون، کافا را ترک کردند باعث همه‌گیری وسیع طاعون در اروپا، خاور نزدیک و شمال آفریقا شدند که بعداً به مرگ سیاه شهرت یافت و موجب مرگ حدود ۲۵ میلیون نفر در اروپا شد.

### تاریخ معاصر
طی جنگ جهانی اول، عوامل آلمانی اسب‌ها و گاوها را قبل از حمل آن‌ها به آمریکا و فرانسه به بیماری آلوده می‌کردند. پروتکل ژنو در سال ۱۹۲۵ استفاده از جنگ‌افزار شیمیایی و بیولوژیک را ممنوع اعلام کرد.

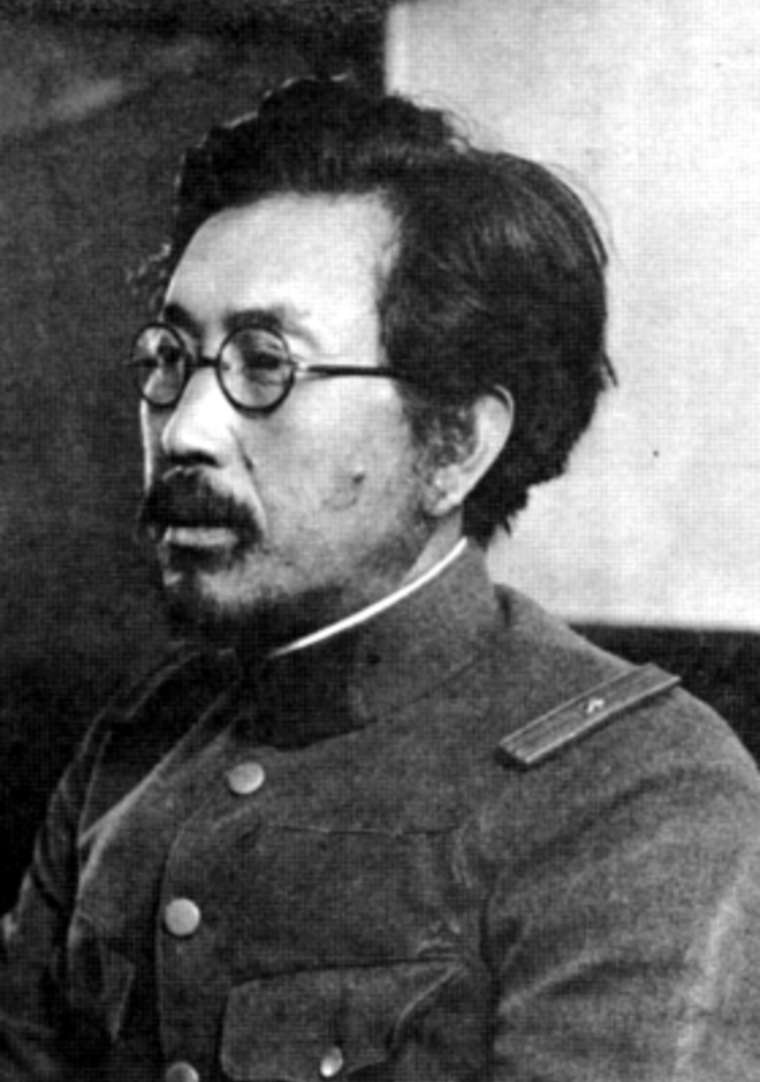
شیرو ایشی، فرمانده واحد ۷۳۱, که تحقیقات سلاح‌های بیولوژیک را بر روی قربانیان زنده انسانی انجام می‌داد.

در سال ۱۹۳۷ نیروی زمینی امپراتوری ژاپن برنامه منظمی برای تولید جنگ‌افزارهای بیولوژیک شروع کرد که مرکز آن در ۴۰ مایلی جنوب هاربین در منچوری قرار داشت و به واحد ۷۳۱ معروف بود. تحقیقاتی که ژاپنی‌ها انجام می‌دادند بر روی سیاه‌زخم و طاعون بود. در سال ۱۹۴۵ و در ماه‌های آخر جنگ جهانی دوم، ژاپنی‌ها مقدار ۴۰۰ کیلوگرم از میکروب سیاه‌زخم ذخیره کرده بودند که در بمب‌هایی با طراحی ویژه استفاده می‌شد. قرار بود این سلاح‌ها در عملیات شکوفه‌های گیلاس در شب در ۲۲ سپتامبر ۱۹۴۵ علیه شهروندان آمریکایی در سن دیگو به کار برود که این حمله به علت تسلیم ژاپن در ۱۵ اوت ۱۹۴۵ متوقف شد.
آمریکا در سال ۱۹۴۳ برنامه تحقیقاتی خود را برای استفاده از عوامل بیولوژیک آغاز کرد. این برنامه به‌طور رسمی تا سال ۱۹۶۹ ادامه یافت. در آن سال ریچارد نیکسون رئیس‌جمهور وقت آمریکا به این برنامه پایان داد و مواد تهیه شده در ۱۹۷۱ و ۱۹۷۲ با حضور نمایندگان وزارت‌های مربوط (دفاع و کشاورزی) از بین رفت.
این مواد شامل باسیلوس آنتراسیس (عامل سیاه‌زخم)، سم بوتولینوم عامل ابتلا به بوتولیسم، فرانسیسلا تولارنسیس (عامل تولارمی)، کوکسیلا بورنتی (عامل تب کیو)، ویروس واکسینیا، ویروس انسفالیت ونزوئلایی، بروسلا سوئیس (عامل تب مالت) بود.
به‌طور هم‌زمان با پایان این برنامه، ارتش آمریکا برنامه دفاع میکروبی در جنگ را از سال ۱۹۵۳ شروع کرد که تا الان نیز ادامه دارد.
در سال ۱۹۷۲ کشورهای جهان، همایشی در ژنو با عنوان همایش کمیتهٔ خلع سلاح با هدف عدم تولید، فرآوری و گسترش سلاح‌های بیولوژیکی برگزار کردند که در نهایت منجر به تشکیل کنوانسیون سلاح‌های بیولوژیک شد. بعضی از کشورهای امضاکننده، از جمله اتحاد جماهیر شوروی سوسیالیستی تحقیقات در این زمینه را ادامه دادند. تا سال ۲۰۱۱ تعداد ۱۶۵ کشور در سراسر جهان این کنوانسیون را امضا کردند و تعهد کردند که برنامه‌ای برای استفاده از سلاح‌های بیولوژیک نداشته باشند.
موارد متعددی از استفاده سلاح‌های بیولوژیک در سال‌های اخیر گزارش شده‌است. یکی از این موارد، «باران زرد» در سال ۱۹۷۹ در جنوب شرق آسیا بود که به علت آزاد شدن تصادفی عامل سیاه‌زخم در سوردولوسک روسیه رخ داد. این اتفاق باعث مرگ ۶۵ تا ۱۰۰ نفر شد. مورد بعدی استفاده از عامل ریسین به عنوان وسیله کشنده در لندن در سال ۱۹۸۷ بود.
در ۲ اوت ۱۹۹۱ گزارش شد که عراق در حال انجام تحقیقاتی در مورد باسیلوس آنتراسیس (عامل سیاه‌زخم)، سم بوتولینوم و کلستریدیوم پرفریجنس (عامل گانگرن گازی) است. بسیاری از این تأسیسات در طی جنگ اول خلیج فارس از بین رفت. در سال ۱۹۹۵ و بعد از پناهنده شدن ژنرال حسین کامل المجید به اردن مشخص شد که عراق، تحقیقات بر روی سیاه‌زخم، سم بوتولینوم، کلوستریدیوم پرفرنژنس، آفلاتوکسین‌ها و رایسین را ادامه داده‌است و توانسته‌است از آن‌ها در راکت‌ها، بمب‌های هوایی و تانک‌های اسپری‌کننده استفاده کند. در نهایت عراق صد بمب ۴۰۰ کیلویی را با سم بوتولینوم، ۵۰ بمب را با آنتراکس و ۱۶ بمب را با آفلاتوکسین پر کرده بود. علاوه بر آن ۱۳ موشک الحسین (اسکاد) با سم بوتولینوم، ۱۰ موشک با آنتراکس و ۲ موشک نیز با آفلاتوکسین آماده کرده بود. در کل عراق ۱۹۰۰۰ لیتر از سم تغلیظ شده بوتولینوم، ۸۵۰۰ لیتر آنتراکس تغلیظ شده و ۲۲۰۰ لیتر از آفلاتوکسین دارا بود. با این که این سلاح‌ها آماده بودند ولی در نهایت استفاده‌ای از آن‌ها به عمل نیامد.

## برخورد با تهدیدات بیولوژیک
بسیاری از عوامل باکتریایی، قارچی، ویروس‌ها، عوامل ریکتزیایی و سموم وجود دارند که در مقالات متعددی به عنوان عوامل بیولوژیک بالقوه برای جنگ عنوان شده‌اند. مواردی که زیاد نام برده شده‌اند شامل باسیلوس آنتراسیس (عامل سیاه زخم)، سم بوتولیسم، یرسینیا پستیس (عامل طاعون)، ریسین، انتروتوکسین بی استافیلوکوکی و ویروس انسفالیت ونزوئلایی می‌شوند. با این‌که این عوامل مشخصات کاملاً متفاوتی با هم دارند ولی در تمام عواملی که به عنوان سلاح به کار می‌روند ویژگی‌های عمومی و مشابهی وجود دارد.

نماد بین‌المللی خطر عوامل بیولوژیکی

یکی از مهم‌ترین مشخصه‌های عمومی برای این عوامل، توانایی آن‌ها برای تبدیل به ذرات آئروسل با ذراتی در اندازه یک تا پنج میکرومتر (میکرون) است تا بتوانند ساعت‌ها در هوای معمولی شناور باقی بمانند و در صورت تنفس بتوانند به آلوئول‌های انتهایی در شُش‌های شخص قربانی برسند و جذب شوند. ذرات بزرگ‌تر از ۵ میکرون در راه‌های هوایی فوقانی شخص فیلتر می‌شوند. این آئروسل‌ها را می‌توان به دو صورت وارد محیط کرد:
1. توسط پخش خطی توسط وسایلی مثل هواپیما که از روی هدف می‌گذرند
2. توسط پخش نقطه‌ای مثل اسپری‌کننده‌ها یا موشک‌های حامل این عوامل با انفجار بر روی هدف یا بمب‌های حاوی این مواد با پرتاب به منطقه مورد نظر و انفجار در آنجا.

وضعیت آب و هوای منطقه هدف در کاربرد عوامل بیولوژیک به صورت آئروسل خیلی مهم است زیرا در صورت وجود باد با سرعت بالا ابر آئروسل ایجاد شده به راحتی از بین می‌رود. همچنین جهت وزش باد نیز هنگام عملیات مهم است. پدیدهٔ معکوس شدن لایه‌های هوا یا باد با سرعت ۹ تا ۱۸ کیلومتر در ساعت، حالت‌هایی هستند که معمولاً در ساعات شب یا صبح زود وجود دارند و حالت ایده‌آلی برای استفاده از آئروسل‌ها فرض می‌شوند.
راه‌های دیگر مواجهه با عوامل بیولوژیک شامل راه دهانی (آلودگی غذا و آب) و راه پوستی است. در کل این دو راه نسبت به راه تنفسی اهمیت کمتری دارند.
بیماری‌های ایجاد شده توسط کاربرد جنگی عوامل بیولوژیک علیه نیروهای نظامی می‌تواند باعث مرگ یا ناتوانی آن‌ها گردد. از نظر نظامی از کار انداختن درصد زیادی از نیروهای رزمی می‌تواند نتیجه‌ای شاخص و عملی از کاربرد این عوامل باشد.
مثالی از عوامل بیولوژیک کشنده می‌تواند شامل باسیلوس آنتراسیس (عامل سیاه‌زخم)، سم بوتولینوم و فرانسیسلا تولارنسیس (عامل تولارمی) باشد در صورتی که عوامل ناتوان‌کننده نظیر انتروتوکسین بی استافیلوکوکی و کوکسیلا بورنتی (عامل تب کیو) هستند.
در بعضی عوامل مثل یرسینیا پستیس و کوکسیلا برونتی تیپ بیماری ریوی ایجاد شده شبیه بیماری‌های اندمیکی است که همین عوامل در طبیعت ایجاد می‌کنند. ابتلا از طریق دهانی نیز تصویر کلینیکی مشابه همین مورد ایجاد می‌کند.
در بعضی از عوامل بیماری‌زا انتشار شخص به شخص نیز مهم است. این بیماری‌ها شامل آبله و طاعون ریوی می‌شود و در صورتی که واسطه انتقال باکتری یا ویروس در محیط حضور داشته باشد (پشه یا مگس) چرخه انتقال آن شروع خواهد شد.
برخورد بالقوه با سلاح‌های بیولوژیک به خوبی توسط جزوهٔ سازمان بهداشت جهانی، چاپ شده در سال ۱۹۷۰، توضیح داده شده‌است. حدس زده می‌شود که اگر ۵۰ کیلوگرم از اسپورهای باسیلوس آنتراسیس در یک انتشار خطی به طول ۲ کیلومتر بر روی یک مرکز جمعیتی ۵۰۰۰۰۰ نفرهٔ حفاظت‌نشده، پخش شود؛ در شرایط ایدئال هواشناسی می‌تواند در منطقه‌ای بزرگ‌تر از وسعت ۲۰ کیلومتر مربع منتشر شود و ۱۲۵۰۰۰ نفر را در معرض ابر بیولوژیک قرار دهد. اگر عامل استفاده شده فرانسیسلا تولارنسیس باشد، تعداد افراد مرده یا ناتوان شده بیش از ۱۲۵۰۰۰ نفر خواهد بود.
بنابراین اگر از سلاح‌های بیولوژیک در شرایط درست آب و هوایی استفاده شود، واقعاً می‌تواند به عنوان یک جنگ‌افزار کشتارجمعی به کار رود. به علاوه به خاطر اثرات گسترده روی جمعیت هدف، عوامل بیولوژیک می‌توانند باعث فشار مشخص و شدیدی بر روی سیستم مراقبت پزشکی شود. تعداد خیلی زیاد بیماران و نیاز به مراقبت ویژه می‌تواند باعث اتلاف شدید منابع پزشکی گردد. داروها و واکسن‌های مورد نیاز معمولاً در داروخانه‌های معمولی وجود ندارند. افراد کادر پزشکی و پرسنل آزمایشگاهی ممکن است به مراقبت‌های اضافی نیاز داشته باشند. نمونه‌برداری از اجساد و جمع‌آوری باقی‌مانده‌ها می‌تواند باعث بروز خطرات غیرمعمول گردد.
پاسخ پزشکی به تهدید یا استفاده از سلاح‌های بیولوژیک می‌تواند با توجه به سابقهٔ پزشکی افراد، پیش از مواجهه با عوامل، تعیین شود. اگر قبل از برخورد با عوامل آلوده‌کننده، ایمن‌سازی فعال یا پیشگیری با آنتی‌بیوتیک صورت گرفته باشد ممکن است باعث جلوگیری از بروز بیماری شود.
برای مقابله با عوامل بیولوژیک ایمن‌سازی فعال خیلی مؤثرتر است و احتمالاً برای حفاظت نیروهای نظامی در مقابل عوامل بیولوژیک طیف گسترده‌ای از واکسیناسیون انجام گردد. حتی بعد از مواجهه و پیش از بروز علائم نیز استفاده از ایمن‌سازی فعال یا ایمن‌سازی پاسیو با داروهای آنتی‌بیوتیک یا داروی ضد ویروس، می‌تواند به عنوان پیش‌درمانی منجر به کاهش علائم بیماری گردد. پس از شروع بیماری فقط تشخیص و درمان عمومی یا اختصاصی برای آن عامل خاص می‌تواند مؤثر واقع شود.
واکسن‌ها و آنتی‌توکسین‌های خوبی در مقابل بسیاری از عوامل سلاح‌های بیولوژیک وجود دارد و برای موارد باقی‌مانده هم تحقیقات وسیعی در حال انجام است.

## عوامل باکتریایی
باکتری‌ها جاندارانی تک‌سلولی هستند که اندازهٔ آن‌ها در مقایسه با هم کاملاً اندازه متغیری دارند؛ از کوکسی‌های کروی به قطر ۰٫۵ تا ۱ میکرون تا باسیل‌های استوانه‌ای از ۱ تا ۵ میکرون. زنجیرهٔ به‌هم پیوستهٔ باسیل‌ها ممکن است گاهی تا ۵۰ میکرون هم طول داشته باشد. شکل سلولی باکتری به وسیلهٔ دیوارهٔ سلولی سخت آن مشخص می‌شود. درون سلول‌ها مواد هسته‌ای (دی‌ان‌ای)، سیتوپلاسم و غشا وجود دارد که اجزای پایه‌ای برای حیات باکتری هستند. بسیاری از باکتری‌ها دارای زنجیره‌های گلیکوپروتئینی بر روی سطح خارجی خود هستند که نقش اساسی در بیماری‌زایی باکتری بازی می‌کنند و همچنین به منظور متصل شدن به سطح سلول‌های میزبان هم به کار می‌روند.
برخی از باکتری‌ها می‌توانند در شرایط خاص به اسپور تبدیل شوند. اسپورهای باکتری‌ها در مقابل سرما، گرما، خشکی، مواد شیمیایی و اشعه خیلی مقاوم‌تر از خود باکتری‌ها هستند. در واقع می‌توان گفت که اسپورها حالت نهفتهٔ باکتری هستند و مثل دانه در گیاهان با به‌وجود آمدن شرایط مناسب، دوباره به باکتری تبدیل می‌شوند و در اصطلاح جوانه می‌زنند.
باکتری‌ها می‌توانند باعث بروز بیماری در انسان‌ها و سایر جانوران شوند. این کار از دو طریق صورت می‌گیرد:
- نوع اول از طریق حمله و از بین بردن بافت‌ها است.
- نوع دوم از طریق تولید سم (توکسین).

در بسیاری از موارد باکتری‌های بیماری‌زا از هر دو روش بهره می‌برند.
بیماری‌هایی که ایجاد می‌شوند معمولاً به آنتی‌بیوتیک مناسب جواب می‌دهند.
باکتری‌هایی که می‌توانند به عنوان سلاح بیولوژیک به کار بروند، عبارت‌اند از:
- باسیلوس آنتراسیس (سیاه‌زخم)
- بروسلا سوئیس (تب مالت)
- ویبریو کلرا (وبا)
- بورخولدریا مالئی (مشمشه)
- یرسینیا پستیس (طاعون)
- فرانسیسلا تولارنسیس (تولارمی)
- کوکسیلا برونتی (تب کیو).

| نام     | دورهٔ نهفتگی  | علائم و نشانه‌ها                                                            | تشخیص بالینی | درمان | واکسن |
| ------- | ------------ | -------------------------------------------------------------------------- | ------------ | ----- | ----- |
| سیاه‌زخم | ۱–۶ روز      | تب، گیجی، خستگی، سرفه                                                      | Х            |       | ✓     |
| تب مالت | ۵ تا ۶۰ روز  | تب غیرمنظم، سردرد، ضعف و خستگی شدید، لرز، عرق‌کردن، درد مفصل و درد ماهیچه‌ای | Х            | ✓     | Х     |
| وبا     | ۱–۵ روز      | اسهال حجیم                                                                 | ✓            | '     | '     |
| مشمشه   | ۱۰ تا ۱۴ روز | تب، لرز، عرق‌کردن، درد ماهیچه‌ای، سردرد، درد دیوارهٔ قفسه سینه                | Х            |       | Х     |
| طاعون   | ۲ تا ۱۰ روز  | تب بالا، لرز، سردرد                                                        | Х            | ✓     | ✓     |
| تولارمی |              | تب، لرز، سردرد و ضعف ماهیچه‌ای                                              | ✓            | ✓     | ✓     |
| تب کیو  | تا ۱۰ روز    | تب، سرفه و درد قفسهٔ سینه.                                                  | '            | ✓     | Х     |

### سیاه‌زخم
سیاه زخم زمان نهفتگی ۱–۶ روز دارد. تب، گیجی، خستگی، سرفه و ناراحتی خفیف در سینه که بعداً تنگی نفس شدید و ناتوانی در تنفس، عرق‌ریزش، سوت تنفسی واضح و کبودی عمومی بدن روی می‌دهد. شوک و سپس مرگ در طی ۲۴ تا ۳۶ ساعت بعد از شروع علائم حاد رخ می‌دهد.
یافته‌های بالینی برای تشخیص اختصاصی نیستند. ممکن است در عکس سینه عریض‌شدگی میان‌سینه دیده شود. در مراحل نهایی با رنگ‌آمیزی گرم در خون و کشت خون قابل تشخیص است.
اگرچه مؤثر بودن درمان پس از شروع علائم محدود می‌شود ولی درمان با دوز بالای پنی‌سیلین، سیپروفلوکساسین یا داکسی‌سایکلین باید انجام شود. درمان حمایتی مثل تنفس مصنوعی نیز ممکن است ضروری باشد.
واکسن تأیید شده توسط سازمان غذا و داروی آمریکا موجود است. مقدار واکسن ۰٫۵ سی‌سی به‌صورت زیرجلدی در زمان‌های صفر، دو و چهار هفته و سپس ماه‌های ۶، ۱۲ و ۱۸ است و دوز یادآور به‌صورت سالانه تزریق می‌گردد. سیپروفلوکساسین یا داکسی‌سایکلین در موارد احتمال مواجهه نیز می‌توانند به کار برده شوند.
انجام توصیه‌های استاندارد برای کارکنان بهداشتی برای پاکسازی توصیه می‌شود. پس از نمونه‌برداری از جسد یا سایر اعمال بر روی بیماران، وسایل و محیط باید به‌وسیلهٔ یک عامل ضد اسپور (مثل کلرین) ضدعفونی گردد.

### تب مالت
زمان نهفتگی
۵ تا ۶۰ روز. به‌طور متوسط ۱ ماه.
علائم و نشانه‌ها
تب غیرمنظم، سردرد، ضعف و خستگی شدید، لرز، تعریق، درد مفصلی و درد ماهیچه به‌طور شایع وجود دارد. همچنین ممکن است افسردگی و تغییر خلق وخو نیز رخ دهد. یافته‌های استخوانی و مفصلی مثل استئومیلیت در ستون مهره می‌تواند دیده شود. مرگ بر اثر این بیماری غیرمعمول است.
تشخیص
فرم حاد و تحت حاد به صورت بالینی قابل تفکیک نیستند. کشت خون در دورهٔ حاد نیاز به یک دورهٔ نهفتگی طولانی دارد. کشت مغز استخوان نتیجهٔ تشخیصی خوبی می‌دهد. تست تشخیصی آگلوتیناسیون سرم نیز به‌کار می‌رود. تست الایزا نیز به‌دنبال انجام وسترن بلات نیز کاربرد دارد.
درمان
داکسی‌سایکلین همراه با ریفامپین حداقل برای ۶ هفته. افلوکساسین همراه با ریفامپین نیز مؤثر است. در مواردی که کمپلیکاسیون‌هایی مانند اندوکاردیت یا مننگوانسفالیت به وجود آمده‌اند، درمان با ریفامپین با اضافه کردن یک تتراسایکلین و یک آمینوگلیکوزید توصیه می‌شود.
پیشگیری
واکسن مشخصی برای انسان وجود ندارد. در موارد طبیعی (ابتلای عادی) اجتناب از شیر و پنیر غیرپاستوریزه مؤثر است.
جداسازی و پاکسازی
انجام توصیه‌های استاندارد برای کارکنان بهداشتی . انتقال از طریق تماس جنسی و پیوند بافتی نیز در مواردی گزارش شده‌اند. گندزدایی (ضدعفونی) محیط می‌تواند با محلول هیپوکلریت ۰٫۵٪ انجام شود.

### وبا
زمان نهفتگی
۴ ساعت تا ۵ روز به‌طور متوسط ۳ روز
علائم و نشانه‌ها
بدون علامت تا خیلی شدید. با شروع ناگهانی استفراغ، سردرد، کرامپ‌های روده‌ای، با تب خفیف یا بدون تب. درد در اوایل بیماری وجود دارد و به سرعت از بین می‌رود. شاخص‌ترین علامت آن اسهال حجیم است. از دست دادن مایعات بالغ بر ۵ تا ۱۰ لیتر در روز است. بدون درمان مناسب معمولاً مرگ به علت دهیدراتاسیون شدید، کاهش حجم خون و شوک روی می‌دهد.
تشخیص
معیار تشخیص بالینی است. اسهال آبکی دانه‌برنجی و دهیدراتاسیون شدید علامت شاخصی برای تشخیص است. در آزمایش میکروسکوپی نمونه مدفوع معمولاً گلبول قرمز یا گلبول سفید به ندرت دیده می‌شود. اگر نمونهٔ مدفوعی با میکروسکوپ دارک فیلد یا فاز کنتراست دیده شود، ویبریو‌ها قابل دیده شدن هستند.
درمان
جایگزینی مایع و الکترولیت‌ها اساسی‌ترین گام درمانی در وبا است. تجویز آنتی‌بیوتیک (تتراسایکلین، سیپروفلوکساسین یا اریترومایسین) ممکن است دورهٔ اسهال را کاهش دهد ولی تأثیر مهم آن‌ها کاهش ورود میکروب به محیط است.
پیشگیری
واکسن تهیه‌شده از فرم کشته‌شدهٔ باکتری موجود است ولی فقط در ۵۰٪ موارد ایمنی ایجاد می‌کند و دوام آن هم در حدود ۶ ماه است. واکسیناسیون در هفته‌های صفر و ۴ صورت می‌گیرد و هر ۶ ماه باید دوز یادآور تزریق گردد.
جداسازی و پاکسازی
انجام توصیه‌های استاندارد برای کارکنان بهداشتی. تماس‌های شخصی به ندرت باعث انتقال بیماری می‌شوند هر چند آلودگی مدفوعی و شستشوی دقیق دست‌ها باید مدنظر قرار بگیرد. محلول‌های ضدعفونی مثل هیپوکلریت می‌توانند گندزدایی را در حد مورد نیاز انجام دهند.

### مشمشه
زمان نهفتگی
بین ۱۰ تا ۱۴ روز بعد از تنفس عامل
علائم و نشانه‌ها
مواجهه از طریق تنفس باعث تب، لرز، تعریق، درد ماهیچه، سردرد، درد دیوارهٔ قفسهٔ سینه، آدنوپاتی گردنی، بزرگ‌طحالی و ضایعات پوستی پاپولوپوسچولار در تمام نواحی می‌شود. در تمام موارد، عدم درمان کشنده است.
تشخیص
رنگ‌آمیزی متیلن بلو انجام شده بر روی اگزودا ممکن است باسیل‌های کوچکی را نشان بدهد. گرافی سینه ضایعات میلیاری، آبسه‌های ریوی کوچک و متعدد یا برونکوپنومونی را نشان می‌دهد. عامل بیماری را می‌توان از کشت ترشحات آلوده، در محیط کشت آبگوشت به‌دست‌آورد.
درمان
آنتی‌بیوتیک‌های کمی بر روی بیماران آزمایش شده‌اند. در بعضی موارد سولفادیازین ممکن است مؤثر باشد. سیپروفلوکساسین، داکسی‌سایکلین و ریفامپین در شرایط آزمایشگاهی تأثیر داشته‌اند. برای درمان می‌توان ترکیب کوتریموکسازول و سفتازیدیم با یا بدون جنتامایسین را به کار برد.
پیشگیری
واکسن انسانی یا حیوانی وجود ندارد. پس از مواجهه می‌توان با کاربرد کوتریموکسازول از آن پیشگیری کرد.
جداسازی و پاکسازی
انجام توصیه‌های استاندارد برای کارکنان بهداشتی . انتقال فرد به فرد از طریق هوا بعید است اگرچه در بعضی موارد انتقال از طریق ترشحات آلوده گزارش شده‌است. گندزدایی محیط با به کار بردن هیپوکلریت ۰٫۵٪ انجام می‌شود.

### طاعون
زمان نهفتگی
در طاعون تنفسی ۲ تا ۳ روز و در طاعون خیارکی ۲ تا ۱۰ روز
علائم و نشانه‌ها
- در طاعون تنفسی: تب بالا، لرز، سردرد، خلط خونی، توکسمی، پیشرفت سریع به سمت نارسایی تنفسی، سوت تنفسی و کبودی. مرگ به‌خاطر توقف تنفس، کلاپس عروقی و یک دیاتز خون‌ریزی‌دهنده رخ می‌دهد.
- در طاعون خیارکی: تب بالا، ضعف ماهیچه‌ای، گره‌های لنفاوی دردناک (خیارک) ممکن است با انتشار به دستگاه عصبی مرکزی، ریه‌ها و سایر اعضای بدن به فرم سپتیسمیک تبدیل شوند.

تشخیص
با رنگ‌آمیزی گرم یا وایون از خلط، مایع مغزی-نخاعی یا مواد آسپیره شده از گره‌های لنفاوی، باسیل طاعون را می‌توان در محیط کشت استاندارد، کشت داد.
درمان
تجویز سریع آنتی‌بیوتیک‌ها خیلی مؤثر است. درمان حمایتی نیز مورد نیاز است. درمان انتخابی در این مورد استرپتومایسین است. جنتامایسین و داکسی‌سایکلین نیز کاربرد دارند. برای درمان فرم مننژیت این بیماری کلرامفنیکل تزریقی به کار می‌رود. باز کردن و تخلیهٔ خیارک‌ها شدیداً برای تمام افراد در تماس خطرناک است.
پیشگیری
واکسن کشته‌شده برای این بیماری وجود دارد. پس از تزریق دوز اول ۱ تا ۳ ماه بعد دوز دوم و ۵ تا ۶ ماه بعد دوز سوم تزریق می‌گردد. سه دوز یادآور ۶ ماهه بعد از آن تزریق می‌گردد و دوزهای یادآور بعدی هر یک یا دو سال باید تزریق گردند.
ایمنی این واکسن فقط در مقابل فرم خیارکی است و در مقابل فرم تنفسی هیچ نقشی ندارد.
جداسازی و پاکسازی
انجام توصیه‌های استاندارد برای کارکنان بهداشتی. مواظبت از ترشحات و قطرک‌های پراکنده شده در افراد در معرض نوع تنفسی. گرما، گندزدایی با هیپوکلریت ۲٪ تا ۵٪ و قرار گرفتن اشیای آلوده در معرض آفتاب خطر باکتری را از میان می‌برد.

### تولارمی
علائم و نشانه‌ها
- نوع اولسرو گلندی با یک زخم ناحیه‌ای، لنفادنوپاتی ناحیه‌ای، تب، لرز، سردرد و ضعف ماهیچه‌ای مشخص می‌شود.
- نوع تیفوئیدی با تب، سردرد، ناراحتی سردل، ضعف شدید، کاهش وزن و سرفه غیرپروداکتیو مشخص می‌شود.

تشخیص
تشخیص بالینی است. یافته‌های فیزیکی غیراختصاصی هستند. تصویربرداری از قفسهٔ سینه ممکن است پروسهٔ پنومونی، لنفادنوپاتی مدیاستینال یا افیوژن پلورال را نشان دهد. انجام کشت ممکن است ولی انجام آن سخت است. تشخیص بالینی می‌تواند بعداً با سرولوژی تأیید گردد.
درمان
در مراحل اولیه تجویز آنتی‌بیوتیک استرپتومایسین یا جنتامایسین تأثیر خیلی خوبی دارد.
پیشگیری
واکسن زندهٔ ضعیف‌شده در مراحل آزمایشگاهی وجود دارد که از طریق تزریق پوستی استفاده می‌شود. برای پیشگیری پس از مواجهه نیز یک دورهٔ دوهفته‌ای تتراسایکلین کاملاً مؤثر است.
جداسازی و پاکسازی
انجام توصیه‌های استاندارد برای کارکنان بهداشتی. این باکتری‌ها به سادگی و حتی با دمای کم (دمای ۵۵ درجهٔ سلسیوس برای ۱۰ دقیقه) نیز از بین می‌روند. برای از بین بردن آلودگی محیط گندزداهای استاندارد کافی هستند.

### تب کیو
زمان نهفتگی
ممکن است تا ۱۰ روز بعد از مواجهه، علائم ظاهر شوند.
علائم و نشانه‌ها
تب، سرفه و درد در دیوارهٔ قفسهٔ سینه. بیشتر بیماران، شدیداً بی‌حال می‌شوند که ممکن است این بی‌حالی ۲ روز تا ۲ هفته طول بکشد.
تشخیص
تب کیو معمولاً از نظر کلینیکی مهم در نظر گرفته نمی‌شود و ممکن است با یک بیماری ویروسی یا انواع پنومونی آتیپیک اشتباه گرفته شود. تشخیص قطعی با سرولوژی است.
درمان
بهبودی بدون درمان نیز اتفاق می‌افتد. تتراسایکلین یا داکسی‌سایکلین درمان‌های خوبی هستند که به مدت ۵ تا ۷ روز تجویز می‌شوند. در موارد نادر ممکن است اندوکاردیت به وجود بیاید که به سختی درمان می‌شود.
پیشگیری
دریافت تتراسایکلین طی دوران نهفتگی ممکن است وقوع علائم را به تأخیر بیندازد ولی از وقوع آن جلوگیری نمی‌کند. واکسن تهیه شده از فرم غیرفعال وجود دارد ولی به خاطر بروز حساسیت‌های شدید موضعی مصرف نمی‌شود.
جداسازی و پاکسازی
انجام توصیه‌های استاندارد برای کارکنان بهداشتی . انتقال شخص به شخص به ندرت اتفاق می‌افتد. فردی که در معرض آئروسل قرار گرفته یا بیمار است، ریسک انتقال تنفسی به فرد دیگر را ندارد.

## عوامل ویروسی
ویروس‌ها ساده‌ترین نوع میکروارگانیسم‌ها هستند که شامل یک پوشش پروتئینی با مادهٔ ژنتیکی (دی‌ان‌ای یا آران‌ای) داخل آن، می‌شوند. در بعضی موارد در قسمت خارجی پوشش ویروس‌ها لایه‌های لیپیدی نیز وجود دارند.
اندازهٔ ویروس‌ها خیلی کوچک‌تر از باکتری‌ها است و همچنین از لحاظ اندازه خیلی متغیر هستند (از حدود ۰٫۰۲ میکرون تا ۰٫۲ میکرون). ویروس‌ها برای انجام متابولیسم خود سیستم خاصی ندارند و بنابراین برای این کار از سیستم سلول‌های میزبان استفاده می‌کنند. با این تعریف می‌توان ویروس‌ها را انگل داخل سلولی به‌شمار آورد. همچنین این را هم نشان می‌دهد که برخلاف باکتری‌ها نمی‌توان ویروس‌ها را در محیط حاوی غذا کشت داد بلکه برای تکثیر آن‌ها به سلول‌های زندهٔ مناسب نیز نیاز است. سلول میزبان می‌تواند در میان طیفی از نوع انسانی، حیوانی، گیاهی یا حتی باکتریایی باشد. هر ویروس، سلول میزبان خاص خود را نیاز دارد که این به دلیل قابلیت واکنش متقابل بین آن‌ها برای ازدیاد ویروس است.
به‌طور معمول یک ویروس باعث به وجود آمدن تغییراتی در سلول میزبان می‌گردد که در نهایت به مرگ سلول می‌انجامد.
ویروس‌هایی که به‌صورت بالقوه به‌عنوان جنگ‌افزارهای بیولوژیک به‌کار می‌روند:
- ویروس آلفا (عامل ویروس انسفالیت اسبی ونزوئلایی یا VEE)
- آبله
- تب خون‌ریزی دهنده

### آبله
علائم و نشانه‌ها: نشانه‌های کلینیکی به‌طور حاد و با ضعف ماهیچه‌ای، تب، لرز، استفراغ، سردرد و کمردرد شروع می‌شوند. ۲ تا ۳ روز بعد ضایعات پوستی به وجود می‌آیند که به سرعت از فرم ماکول به پاپول تبدیل می‌شوند و سپس وزیکول‌های چرکی تشکیل می‌شوند. ضایعات بیشتر در اندام‌ها رخ می‌دهند و معمولاً قرینه‌اند.
تشخیص: علاوه بر فرم ضایعات، بهترین راه تشخیص قطعی استفاده از تکنیک‌های واکنش زنجیره‌ای پلیمراز (PCR) است.
درمان: در حال حاضر درمان دارویی مؤثری وجود ندارد و درمان برپایهٔ علامت‌درمانی و درمان حمایتی در موارد ابتلا است.
پیشگیری: واکسیناسیون در این مورد کاملاً جوابگوست. واکسیناسیون سریع یا واکسیناسیون مجدد برای تمام افراد مورد مواجهه توصیه می‌شود. ایمونوگلوبولین واکسینیا (VIG) در صورت استفاده در هفتهٔ اول پس از مواجهه در پروفیلاکسی پس از مواجهه تأثیر گرانبهایی دارد.
جداسازی و پاکسازی: توصیه برای رعایت و اجتناب از قطرک‌های ریز و هوای آلوده برای حداقل ۱۶ تا ۱۷ روز پس از مواجهه در تمام افراد در معرض تماس قرار گرفته. تمام بیماران باید آلوده در نظر گرفته شوند تا زمانی که تمام ترشحات از بین بروند و تمیز شوند.

### تب خون‌ریزی‌دهندهٔ ویروسی
علائم و نشانه‌ها: بیماری تب‌دار همراه با خونریزی‌های اتفاقی که به آسانی اتفاق می‌افتند، پتشی، افت فشارخون و گاهی شوک، برافروختگی و خیز در صورت و سینه. علائم دیگری نظیر ضعف و درد ماهیچه، سردرد، استفراغ و اسهال نیز طی دورهٔ بیماری ممکن است رُخ بدهند.
تشخیص: تشخیص دقیق باید بر پایهٔ مطالعات ویروس‌شناسی انجام شود؛ بنابراین سندرم تب و خون‌ریزی معمولاً تب خون‌ریزی‌دهندهٔ ویروسی در نظر گرفته می‌شود.
درمان: گاهی ممکن است به درمان حمایتی ویژه نیاز باشد. درمان ضدویروسی با داروی ریباویرین ممکن است در بسیاری از فرم‌های بیماری اثربخش باشد.
پیشگیری: تنها واکسن شناخته‌شده برای محافظت از این مورد واکسن تب زرد است. در موارد پس از مواجهه، کاربرد ریباورین می‌تواند مؤثر واقع شود.
جداسازی و پاکسازی: توصیه‌های استاندارد حفاظت تماسی برای کارکنان بهداشتی. گندزدایی با هیپوکلریت یا ضدعفونی‌کننده‌های فنلی انجام می‌شود. رعایت معیارهای جداسازی توصیه می‌شود.

### انسفالیت اسبی ونزوئلایی
علائم و نشانه‌ها: شروع ناگهانی دارد که با ضعف ماهیچه‌ای در تمام بدن، تب شدید، لرز، سردرد شدید و نورهراسی همراه است. در ادامه فرد مبتلا ممکن است دچار سرفه، گلودرد و اسهال شود. بهبود کامل ۱ تا ۲ هفته طول می‌کشد.
تشخیص: تشخیص بر پایهٔ علائم بالینی است. یافته‌های فیزیکی معمولاً غیر اختصاصی هستند. شمارش گلبول‌های سفید، لکوپنی و لنفوپنی واضحی را نشان می‌دهد. ویروس را می‌توان از سرم شخص بیمار جدا کرد. وجود هر دو نوع آنتی‌بادی‌های ایمونوگلوبولین جی یا ایمونوگلوبولین ام اختصاصی VEE در یک نمونهٔ خون نشانگر عفونت اخیر است.
درمان: درمان برپایهٔ علامت‌درمانی و درمان حمایتی در موارد ابتلا است.
پیشگیری: واکسن زنده ضعیف شده به عنوان یک دارو در سطح تحقیقاتی در دسترس است.
جداسازی و پاکسازی: توصیه‌های استاندارد به کارکنان بهداشتی. افراد مبتلا در ۷۲ ساعت اول می‌توانند باعث آلودگی پشه‌ها (و گسترش سریع بیماری) شوند. ویروس توسط گرما (۸۰ درجهٔ سلسیوس به مدت ۳۰ دقیقه) و گندزدایی استاندارد از بین می‌رود.

## توکسین‌های بیولوژیک
توکسین‌ها عبارت‌اند از هر نوع مادهٔ سمی با منشأ طبیعی که توسط جانوران، گیاهان یا میکروب‌ها تولید می‌شوند. این مواد با عوامل شیمیایی ساخت دست بشر مانند وی‌ایکس، سیانور یا گاز خردل تفاوت دارند. معمولاً فرّار نیستند و معمولاً تأثیر پوستی واضحی ندارند (میکوتوکسین جزء استثناها محسوب می‌شوند) و معمولاً نسبت به وزن سمیت بیشتری نسبت به عوامل شیمیایی دارند. عدم فرار بودن آن‌ها، مشخص‌کنندهٔ آن‌ها از بین خیلی از عوامل تهدیدکنندهٔ شیمیایی است. این خاصیت باعث می‌شود که معمولاً آلودگی مجدد یا مواجههٔ شخص به شخص نسبت به آن‌ها رخ بدهد.
بسیاری از توکسین‌ها مانند توکسین‌های با وزن مولکولی پایین و بعضی پپتیدها تقریباً پایدار هستند در صورتی که پایداری توکسین‌های پروتئینی بزرگ تولیدشده توسط باکتری‌ها خیلی متغیر است. توکسین‌های باکتریایی مانند توکسین بوتولینوم یا توکسین شیگا از نظر دوز کشنده قوی‌ترین سم‌های موجود هستند. در صورتی که مایکو توکسین‌ها جزء عوامل خیلی ضعیف هستند و هزاران مرتبه ضعیف تر از توکسین بوتولینوم هستند.
بعضی از توکسین‌ها اگر به‌عنوان آئروسل و از طریق تنفس وارد بدن شوند خیلی سمی‌تر هستند؛ در صورتی که از طریق خوراکی تأثیر آن‌ها کاملاً ضعیف می‌شود (رایسین، ساکسیتوکسین و مایکوتوکسین تی-۲)؛ در مقابل توکسینی مانند بوتولیسم در صورت ورود به بدن به شکل آئروسل سمیت کمتری نسبت به ورود از دستگاه گوارش (هضم) دارد. البته ضعیف بودن سم بوتولیسم هنگام مصرف به صورت تنفسی، قابلیت استفاده از آن به عنوان یک جنگ‌افزار بالقوه بیولوژیک را محدود نمی‌کند.
سمیت پایین یک توکسین یکی از عوامل محدودکننده برای استفاده از آن به عنوان جنگ‌افزار است. محدودیت دیگر در مورد توکسین‌ها زمان اثر آن‌ها است به عنوان مثال ساکسی توکسین فقط در حدود چند دقیقه مؤثر است.
کمترین دوزی که بتواند ۵۰٪ از افراد مورد مواجهه را بکشد LD ۵۰ نام دارد که به صورت میکروگرم در هر کیلوگرم بیان می‌شود. در بعضی از عوامل ضعیف تر مانند ریسین مقادیر بسیار عظیمی (در حد چندین تن) مورد نیاز است تا پوشش یک منطقه در هوای آزاد به صورت مؤثر صورت بگیرد.
هر جا از توکسین‌ها بحث می‌شود، باید ناتوان‌سازی نیز همانند کشندگی در نظر گرفته شود. توکسین‌های متعددی هستند که باعث بروز ناتوانی در سطح پایین‌تر از کشندگی می‌شوند و بنابراین مورد توجه نظامی برای ناتوان ساختن سربازان دشمن هستند.
چهار توکسین با بیشترین احتمال کاربرد به‌عنوان جنگ‌افزار:
- توکسین بوتولینوم
- انتروتوکسین بی استافیلوکوکی
- رایسین
- مایکوتوکسین تی-۲

### بوتولینوم
علائم و نشانه‌ها: پتوز، ضعف عمومی، گیجی، دهان و گلوی خشک، دوبینی و دید تار، دیس‌آرتری، دیس فونی و به دنبال این علائم فلج شل قرینهٔ پایین‌رونده و نارسایی تنفسی. علائم به‌سرعت در ۲۴ تا ۳۶ ساعت پس از مواجهه شروع می‌شود و ممکن است تا روزها پس از تنفس توکسین ادامه پیدا کند.
تشخیص: تشخیص بالینی است و یافته‌های خاص آزمایشگاهی وجود ندارد. در صورتی که علائم مختلف با ضعف پیش‌روندهٔ بولبار، ضعف ماهیچه‌ای و ضعف تنفسی همراه باشند، حملهٔ بیولوژیک باید مدنظر قرار بگیرد.
درمان: در نارسایی تنفسی انتوباسیون و تنفس مصنوعی مورد نیاز است. ممکن است تراکئوستومی مورد نیاز باشد. تجویز آنتی‌توکسین بوتولیسم هفت‌ظرفیتی ممکن است از پیشرفت بیماری به طرف نارسایی تنفسی جلوگیری کند یا شدت آن را کاهش دهد.
پیشگیری: واکسن توکسوئید پنج ظرفیتی (تیپ A,B,C,D,E) ممکن است به‌عنوان یک محصول IND برای افراد در معرض خطر بالا تجویز شود.
جداسازی و پاکسازی: انجام توصیه‌های استاندارد برای کارکنان بهداشتی. توکسین از طریق پوست جذب نمی‌شود و فعالیتی ندارد. تولید آئروسل‌های ثانوی از جانب بیمار نیز خطرناک محسوب نمی‌شود. برای پاک کردن محیط آلوده می‌توان از محلول هیپوکلریت ۰٫۵٪ برای مدت ۱۰ تا ۱۵ دقیقه به همراه آب و صابون استفاده کرد.

### انتروتوکسین بی استافیلوکوکی
علائم و نشانه‌ها: ۳ تا ۱۲ ساعت پس از مواجههٔ تنفسی به‌صورت ناگهانی علائم شروع می‌شوند. این علائم عبارت‌اند از تب، لرز، سردرد، درد ماهیچه و سرفهٔ خشک. بعضی بیماران ممکن است دچار تنفس‌های کوتاه و درد ناگهانی در وسط سینه شوند. ممکن است تب ۲ تا ۵ روز طول بکشد. سرفه گاهی تا چهار هفته هم ادامه می‌یابد. اگر مواجهه با توکسین به‌صورت خوراکی اتفاق بیفتد ممکن است شخص دچار تهوع، استفراغ و اسهال گردد. مواجههٔ طولانی می‌تواند منجر به شوک عفونی و مرگ گردد.
تشخیص: تشخیص بالینی است. بیماران افراد تب‌داری هستند که دچار سندرم تنفسی هستند ولی علائم غیرطبیعی در گرافی سینه ندارند. اگر تعداد زیادی از افراد (مخصوصاً سربازان) به‌طور هم‌زمان دچار این علائم گردند می‌توان آن را نشانگر تحت حمله قرار گرفتن با این توکسین دانست.
درمان: درمان محدود به اقدامات حمایتی است. در موارد شدید حمایت تنفسی مورد نیاز است. همچنین توجه به کم شدن مایعات بدن بیمار و جبران آن نیز ضروری است.
پیشگیری: کاربرد ماسک تنفسی. هنوز واکسن انسانی برای این عامل ساخته نشده‌است.
جداسازی و پاکسازی: انجام توصیه‌های استاندارد برای کارکنان بهداشتی. به کار بردن هیپوکلریت (۰٫۵٪ برای ۱۰ تا ۱۵ دقیقه) به همراه آب و صابون. از بین بردن تمام مواد غذایی که احتمال آلودگی دارند ضروری است.

### رایسین
علائم و نشانه‌ها: ضعف، تب، سرفه و ادم ریه ۱۸ تا ۲۴ ساعت پس از مواجههٔ تنفسی روی می‌دهد و به‌دنبال آن تنگی نفس شدید و مرگ در اثر هیپوکسی در عرض ۳۶ تا ۷۲ ساعت رخ می‌دهد.
تشخیص: علائم ذکرشده اگر به‌طور فراگیر در جمعیت یک ناحیهٔ جغرافیایی دیده شوند، نشانگر مواجههٔ تنفسی هستند. دورهٔ زمانی سریع تشدید علائم و مرگ معمولاً در اثر یک عامل عفونی غیرمعمول است. یافته‌های آزمایشگاهی غیراختصاصی هستند اما مشابه تمام التهاب‌های ریوی که منجر به ادم ریه می‌گردند، تست الایزا اختصاصی سرم در دسترس است.
درمان: به‌صورت اقدامات حمایتی است. گاهی شامل درمان ادم ریه نیز می‌گردد. در صورت مواجههٔ گوارشی شست‌وشوی معده نیز ضرورت دارد.
پیشگیری: فعلاً واکسن یا آنتی‌توکسین پیشگیری‌کننده‌ای برای کاربرد انسانی وجود ندارد. فعلاً به‌کار بردن ماسک تنفسی بهترین وسیلهٔ حفاظتی در مقابل عامل تنفسی است.
جداسازی و پاکسازی: انجام توصیه‌های استاندارد برای کارکنان بهداشتی. آئروسل‌های ثانویهٔ تولیدشده توسط بیمار برای کارکنان بهداشتی خطرناک نیست. محلول رقیق هیپوکلریت (۰٫۱٪ سدیم هیپوکلریت) همراه با آب و صابون برای زدودن عفونت پوستی کافی است.

### مایکوتوکسین‌های تی-۲
علائم و نشانه‌ها: مواجهه با مایکوتوکسین تی-۲ باعث درد و سوزش پوستی، برافروختگی، قرمزی، وزیکول‌های متعدد و بافت‌مردگی پوستی می‌گردد. تأثیر آن بر روی راه‌های تنفسی فوقانی (بینی و گلو) باعث درد، آبریزش بینی، عطسه، سرفه، تنگی نفس، ویز تنفسی، درد قفسهٔ سینه و خلط خونی است. مواجههٔ گوارشی با توکسین (بعد از گوارش) یا تماس چشمی نیز باعث عوارض می‌گردد. مسمومیت شدید باعث ضعف، آتاکسی، کلاپس عروقی، شوک و مرگ می‌شود.
تشخیص: اگر حمله با آئروسل به صورت باران زرد (قطرک‌های زردی که باعث رنگی شدن لباس و محیط می‌گردند) باشد این عامل باید در نظر گرفته شود. برای تشخیص قطعی آزمایش خون، بافت و نمونه‌های محیطی لازم است.
درمان: آنتی‌دوت اختصاصی وجود ندارد. در صورت خورده شدن توکسین (مواجههٔ گوارشی) کربن فعال سوپراکتیو می‌تواند استفاده شود.
پیشگیری: تنها وسیلهٔ پیشگیری استفاده از ماسک و لباس‌های محافظ حین حمله است. هیچ درمان اختصاصی برای کاربرد در محل وجود ندارد.
جداسازی و پاکسازی: انجام توصیه‌های استاندارد برای کارکنان بهداشتی. لباس‌های بیرونی باید بلافاصله تعویض شود و قسمت‌هایی از پوست که مواجهه داشته‌اند با آب و صابون شسته شوند. مواجههٔ چشمی باید با حجم بالای شستشو با سالین درمان گردد. وقتی پاکسازی صورت گرفت؛ دیگر جداسازی لازم نیست. پاکسازی آلودگی محیطی نیاز به استفاده از محلول هیپوکلریت همراه با بازها در بازهٔ مشخص زمانی را دارد. به‌طور مثال مخلوط ۰٫۱٪ هیپوکلریت و ۰٫۱ مول از سدیم هیدروکسید (NaOH) در حدود یک ساعت.

## تشخیص استفاده از جنگ‌افزارهای بیولوژیک
برای مقابله و دفاع در مورد جنگ‌افزارهای بیولوژیک هوشیاری کامل لازم است. هنگام پخش یک عامل بیولوژیک بهترین راه برای کم کردن یا جلوگیری از اثر عوامل، تشخیص آئروسل بیولوژیک قبل از گسترش آن بر روی هدف و اطلاع به موقع به پرسنل برای انجام اقدامات حفاظتی، است.
امروزه دستگاه‌های تشخیص عوامل بیولوژیک ساخته شده‌اند ولی فقط در اختیار تعدادی از کشورهای پیشرفته هستند. عدم تشخیص به موقع یک حملهٔ بیولوژیک همیشه برابر با این خواهد بود که تعداد زیادی از سربازان حفاظت نشده به سربازان بیمار تبدیل گردند.
با در نظر گرفتن این موارد، در صورت عدم دسترسی به دستگاه‌های تشخیصی، حفاظت از نظر پزشکی (واکسیناسیون و سایر انواع پیشگیری)، هوشیاری و حفاظت فیزیکی مهم‌ترین و تنها ابزار در دسترس برای مقابله با حملهٔ جنگ‌افزارهای بیولوژیک خواهد بود.

### سرنخ‌های عمومی برای تشخیص استفاده از جنگ‌افزارهای بیولوژیک
به ترتیب از اختصاصی‌ترین موارد تا غیراختصاصی‌ترین موارد.
1. موارد مشخصی از بیماری که به‌وسیلهٔ عوامل غیرشایع ایجاد می‌شود، در غیاب توضیح اپیدمیولوژیک مشخص
2. سویه‌های غیرشایع، کمیاب یا دستکاری ژنتیکی شدهٔ عوامل بیماری‌زا
3. موارد بالاتر مرگ و میر یا ناتوانی در بیماران نسبت به بیماران دیگر با علائم مشابه
4. نمودهای غیرمعمول از یک بیماری
5. توزیع غیرمعمول جغرافیایی یا فصلی
6. بیماری‌های آندمیک با بروز بالای غیرقابل توجیه
7. انتقال بیماری از روش‌های نادر (قطرک‌های تنفسی، آب، غذا)
8. دیده شدن بیماری در بین افرادی که از سیستم تهویهٔ یکسان استفاده می‌کنند در صورتی که افراد دیگر با سیستم‌های دیگر تهویه در آن منطقه گرفتار نشده‌اند.
9. چند بیماری متفاوت در یک بیمار بدون توضیح مشخص
10. بیماری کمیابی که تعداد زیاد و پراکنده‌ای از افراد را درگیر کند.
11. بروز بیماری غیرمعمول در بین گروه‌های سنی یا جمعیت‌های خاص
12. موارد غیرمعمول بیماری یا مرگ در بین جانوران که پیش از بروز بیماری در بین جمعیت انسانی اتفاق افتاده‌است.
13. ابتلای ناگهانی افراد زیاد به‌طوری‌که امکانات درمانی جوابگو نباشد.
14. آرایش ژنتیک مشابه در عامل بیماری به دست آمده از افراد مبتلا
15. مجموعهٔ مداومی از بیماری‌های مشابه در نواحی یا جمعیت‌های غیر متصل به هم
16. فراوانی موارد بیماری و مرگ به شکل توجیه‌ناپذیر

## حفاظت فردی
سیستم‌های تولید آئروسل برای عوامل بیولوژیک معمولاً ابرهای غیرقابل دیدن، با ذرات قطره‌ای کوچک‌تر از ۱۰ میکرون ایجاد می‌کنند. این ذرات می‌توانند برای مدت‌های طولانی در هوا شناور باقی بمانند. در صورت تنفس این عوامل درگیری ریوی اتفاق خواهد افتاد. مشکل دیگر آلودگی بدن فرد و لباس‌های او در صورت مواجهه با این عوامل است که حتماً باید پاکسازی آن‌ها صورت بگیرد.
فضای مؤثری که تحت پوشش این عوامل قرار می‌گیرد متغیر است و بستگی به عوامل متعددی مثل سرعت باد، جهت باد و چگونگی تابش آفتاب دارد. در مواردی که ایستگاه اعلام خطر مؤثر برای تشخیص حمله وجود ندارد اولین کلید تشخیصی دیدن علائم کلینیکی مطابق با یکی از عوامل بیولوژیک در یک جمعیت است که می‌تواند روزها و ساعت‌ها بعد از حمله باشد.
توکسین‌ها می‌توانند به‌طور مستقیم باعث آسیب ریوی گردند یا این‌که پس از جذب باعث ایجاد مسمومیت سیستمیک گردند. معمولاً توکسین‌ها در صورت ورود از راه تنفسی خیلی شدیدتر و قوی‌تر از دیگر راه‌های مواجهه تأثیر می‌گذارند. سایر غشاهای مخاطی مثل ملتحمهٔ چشم هم نسبت به بسیاری از عوامل بیولوژیک آسیب‌پذیر است بنابراین حفاظت فیزیکی باید به‌صورت ماسک‌هایی استفاده شود که تمام صورت را می‌پوشانند و مانند ماسک‌های شیمیایی فیلتر کوچکی نیز دارند.
سایر راه‌های ورود عوامل بیولوژیک (غیر از تنفس) معمولاً اهمیت کمتری دارند ولی باید در نظر گرفته شوند. آلودگی منابع آبی و غذایی پس از حملهٔ بیولوژیک می‌تواند باعث بروز عفونت یا مسمومیت در فرد مورد مواجهه گردد؛ بنابراین برای مقابله باید مطمئن شد که منابع آبی و غذایی فاقد آلودگی هستند و حفاظت کافی در مقابل حملهٔ بیولوژیک را دارند.
با این‌که پوست حفاظ خوبی در مقابل بسیاری از عوامل بیولوژیک است (تی-۲ میکوتوکسین یک استثنا در این مورد است) ولی در هر صورت آلودگی پوستی باعث عبور تعداد کمی از باکتری‌ها و سموم به کار برده شده می‌شود و بنابراین باید در مقابل حمله محافظت گردد.

## آلودگی‌زدایی
وارد شدن میکروب یا توکسین به بافت‌ها یا مواد استریل را آلودگی می‌نامیم.
آلودگی‌زدایی، عفونت‌زدایی یا استریل کردن مواد آلوده در واقع فرآیندی برای مناسب کردن آن‌ها جهت استفاده است. آلودگی‌زدایی از بین بردن انتخابی بعضی از میکروارگانیسم‌ها به منظور جلوگیری از انتقال آن‌هاست ولی استریل کردن به مفهوم کشتن کامل همهٔ میکروارگانیسم‌ها است.
آلودگی‌زدایی همواره نقش بسیار مهمی در کنترل بیماری‌های عفونی داشته‌است. عوامل بیولوژیک می‌توانند توسط روش‌های زیر آلودگی‌زدایی شوند.
- مکانیکی
- شیمیایی
- فیزیکی

### آلودگی‌زدایی مکانیکی
کارهایی که عامل را از محیط خارج می‌کنند ولی الزاماً آن را از بین نمی‌برند.
مثال بارز آن تصفیه آب برای مصارف نوشیدن با روش فیلتر کردن است که برای خارج کردن عوامل بیولوژیک مشخصی (ویبریو کلرا یا کلوستریدیوم بوتولینوم) که ممکن است مخصوصاً برای آلوده کردن یک مخزن آب استفاده شوند، به کار می‌رود.

### آلودگی‌زدایی شیمیایی
خطر عوامل بیولوژیک با به‌کار بردن گندزداها از بین می‌رود. این گندزداها بیشتر به صورت مایع، گاز یا آئروسل استفاده می‌شوند. چیزی که باید به یاد داشت این است که گاهی خود این عوامل گندزدا هم می‌توانند برای انسان‌ها، جانوران یا محیط زیست خطرناک باشند.
مواجههٔ پوستی با عوامل بیولوژیک باید سریعاً توسط شستشو با آب و صابون مقابله شود. شستشوی خوب با این روش مقادیر زیادی از مواد آسیب‌زا را از روی پوست پاک می‌کند. موضوع مهم به کار بردن برس همراه با شستشو است و سپس استفاده از مقادیر زیادی آب. پس از شستشو با آب و صابون باید نواحی آلوده شدهٔ پوست را با محلول ۰٫۵٪ هیپوکلریت سدیم شستشو داد و حدود ۱۰ دقیقه آغشته به این محلول نگاه داشت.
برای آلودگی‌زدایی لباس‌ها و وسایل نیز محلول ۵٪ هیپوکلریت سدیم مورد استفاده قرار می‌گیرد. زمانی حدود ۳۰ دقیقه باید این وسایل را در محلول خیساند و سپس شستشوی معمولی با سایر مواد انجام بگیرد.

### آلودگی‌زدایی فیزیکی
عوامل بیولوژیک می‌توانند از طریق ابزارهای فیزیکی مانند گرما یا پرتو فرابنفش نیز از بین بروند.
برای از بین بردن کامل خطر، استریل کردن با گرمای خشک (دمای ۱۶۰ درجهٔ سلسیوس به مدت دو ساعت) توصیه می‌شود. اگر گرمای با بخار (اتوکلاو) در دسترس بود دمای ۱۲۱ درجهٔ سلسیوس با فشار یک اتمسفر در حدود ۲۰ دقیقه کافی است.
پرتو فرابنفش نیز از عوامل آلودگی‌زداست که در نور خورشید هم وجود دارد و معمولاً همراه با خشک کردن (خشک کردن در نور آفتاب) به کار می‌رود.
استفاده از نور خورشید راه حل ساده‌ای است ولی استاندارد زمانی و محل خاصی برای آن وجود ندارد و محدودیت آن این است که آلودگی‌زدایی فقط در مناطق در معرض مستقیم آفتاب قرار گرفته‌است و قسمت‌هایی از وسایل یا سطوح که در معرض نور مستقیم قرار نگرفته‌اند آلوده می‌مانند.
اتاق‌ها و مناطق دربسته معمولاً با گاز یا آئروسل‌ها گندزدایی می‌شوند. اگر آلودگی‌زدایی برای جاده و خیابان لازم باشد می‌توان از کلرین - کلسیم استفاده کرد. در بلندمدت طبیعت با خشکی و پرتو فرابنفش محیط را ضدعفونی خواهد کرد.